# 42523 Ragazzileonardo
42523 Ragazzileonardo este un asteroid din centura principală, descoperit pe 6 martie 1994, de Luciano Tesi și Gabriele Cattani.